# تويوتارو
تويوتارو (とよたろう Toyotarō، وُلد 17 مايو 1978) هو مؤلف مانغا ياباني. لقد رسم العديد من المانغا المتعلقة بـدراغون بول وهو معروف أكثر برسمه لـدراغون بول سوبر (2015–الحاضر)، التي كان يكتبها مؤلف السلسلة الأصلي أكيرا تورياما.

## النشأة والعمل
صادفت أعمال أكيرا تورياما تويوتارو أول مرةٍ في المدرسة الابتدائية مع دكتور سلامب، ثم أنمي دراغون بول، وأخيرًا مانغا دراغون بول. مع تغطية دفاتر ملاحظاته المدرسية بشخصياتها، كان بالفعل يؤلف آركات قصة لفصول دراغون بول في رأسه. حتى يومنا هذا، لم يقُم برسم أيّ عمل أصلي خاص به، وكان كل ذلك مرتبطًا بدراغون بول. كان تويوتارو مخرجًا تلفزيونيًا سابقًا، ولم يرغب أبدًا في أن يصبح مانغاكا مُحترف. «اعتقدت أنّه سيكون من المستحيل القيام بذلك رسميًا، لذلك استسلمت للقيام بذلك كهواية». في عام 2012، أحضر العمل الفنيّ إلى شوئيشا، وبعد ستة أشهر ظهر لأول مرة مع أول فصل من صفحتين من دراغون بول هيروز: ڤيكتوري ميشّن.
هناك فرضيّات بأن تويوتارو هو الفنان المعروف باسم «تويبل»، الذي ابتكر دوجينشي دراغون بول أي إف غير الرّسميّة في العقد الأول من القرن الحادي والعشرين.

## الأعمال

### المانغا
- دراغون بول هيروز: ڤيكتوري ميشّن (2012–2015، متسلسلة في ڤي جمب)
- دراغون بول زد: إعادة إحياء 'إف' (2015، كتبها أكيرا تورياما، ومتسلسلة في ڤي جمب)
- دراغون بول سوبر (2015–الحاضر، كتبها أكيرا تورياما، ومتسلسة في ڤي جمب)
- مانغا دراغون بول الكون الغامض 2 (2016، كتبها أكيرا تورياما، متضمنة في إصدار المجمع من لعبة الفيديو)

### الأعمال الأخرى
- سوبر دراغون بول هيروز: وورلد ميشّن (2019) - صمم شخصية شيراسو (シーラス Shīrasu؟)[7]

## روابط خارجية
- تويوتارو على تويتر.
- دراغون بول هيروز: ڤيكتوري ميشّن ((باليابانية))
- تويوتارو  في شبكة أخبار الأنمي